# Zákupská šajtle

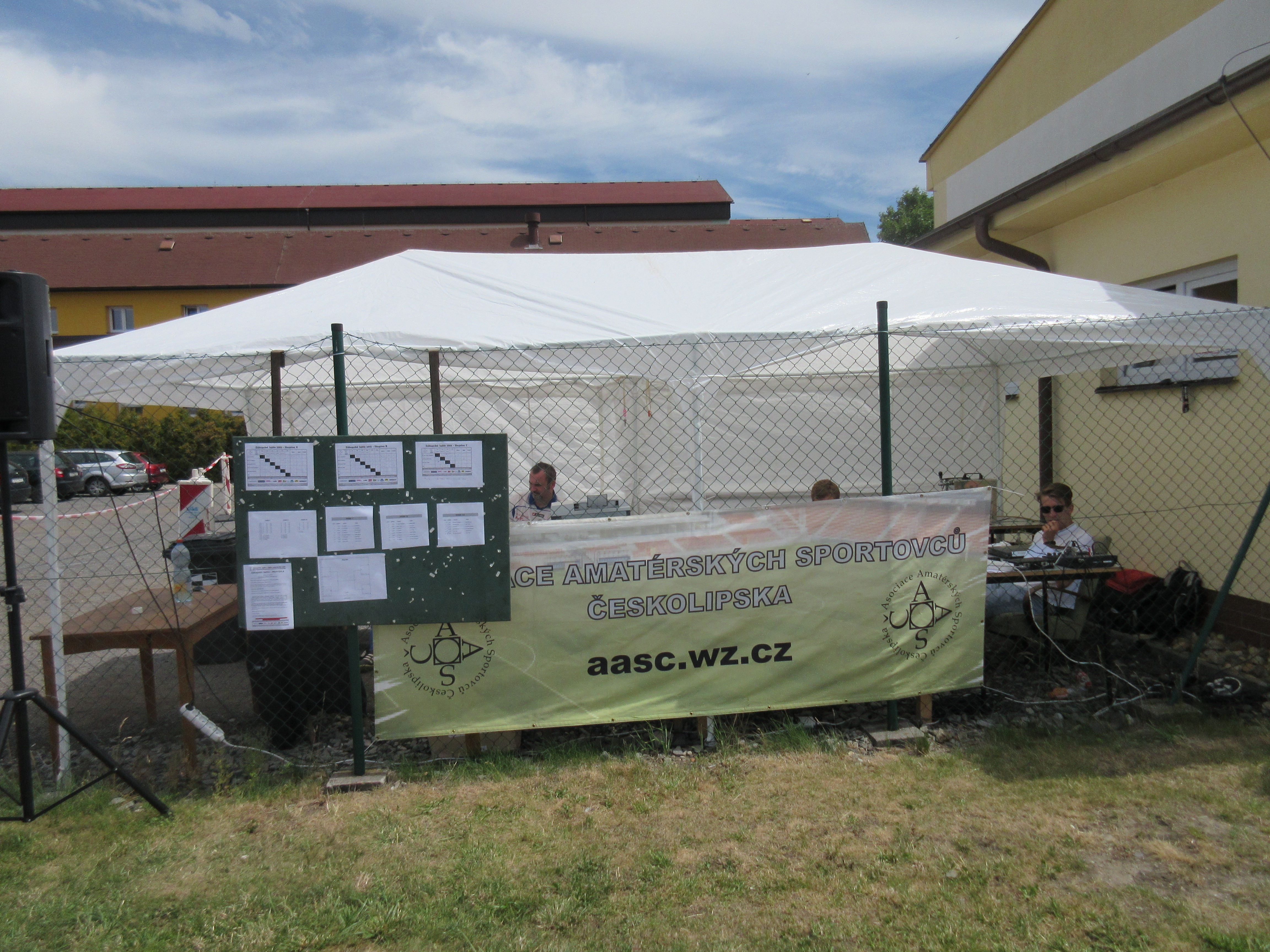
stan pořadatelů při turnaji v roce 2015

Zákupská šajtle je pojmenování  tradičního turnaje v malé kopané. Organizuje jej Asociace Amatérských Sportovců Českolipska (AASČ) ve sportovním areálu Emila Zátopka v Zákupech.

## Historie
Turnaj byl založen v Blíževedlech na Českolipsku v létě roku 1999 a hrál se zde 10 let pod názvem Blíževedly Cup. V roce 2005 jej organizačně převzalo občanské sdružení Asociace Amatérských Sportovců Českolipska a o čtyři roky se turnaj přestěhoval do větších Zákup. Zde se rychle zvyšoval počet zúčastněných týmů až na 28 v roce 2009 a zahrály si i ženy. O rok později získal turnaj nový, současný název – Zákupská šajtle.
V dalších letech se počet týmů začal mírně snižovat. V letech 2011 a 2012 se zúčastnilo 20 týmů. Hrála se i Veteránská zákupská šajtle.

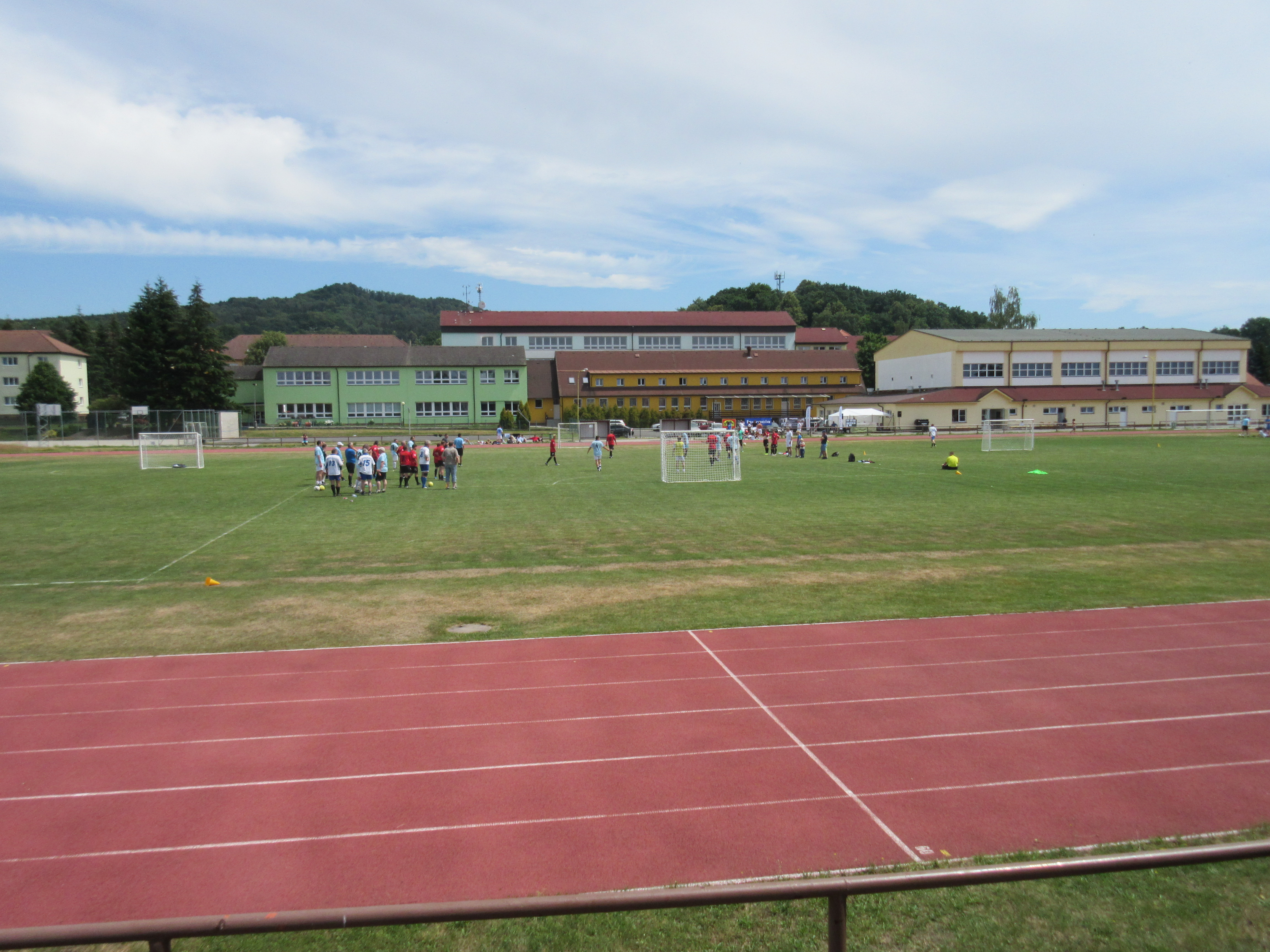
Pohled na hřiště při turnaji v létě 2015

## Přehled vítězů
- 1999 – 1 - 1.FC Prádelna
- 2000 – 2 - FC Blíževedly
- 2001 – 3 - 1.FC Prádelna
- 2002 – 4 - 1.FC Prádelna
- 2003 – 5 - 1.FC Prádelna
- 2004 – 6 - PMS Česká Lípa
- 2005 – 7 - FC Peppermint
- 2006 – 8 - Šídláci
- 2007 – 9 - Lůzři
- 2008 – 10 - F.A.Zole
- 2009 – 11 - Pneucentrum Rudá Hvězda Karlovy Vary
- 2010 – 12 - Slavia TU Liberec[1]
- 2011 – 13 - Cvrk Team
- 2012 – 14 - Cvrk Team[2]
- 2013 – 15 - FC Démoni Česká Lípa
- 2014 – 16 – Cvrk Team
- 2015 - 17 - Trans Varnsdorf [3]